# Szupertökéletes számok
A számelmélet területén egy szupertökéletes szám olyan pozitív egész n szám, amire igaz a következő:
{\displaystyle \sigma ^{2}(n)=\sigma (\sigma (n))=2n\,,}
ahol σ az osztóösszeg-függvényt jelöli. A szupertökéletes számok a tökéletes számok fogalmának általánosítása. A kifejezést Suryanarayana alkotta 1969-ben.
Az első néhány szupertökéletes szám:
2, 4, 16, 64, 4096, 65536, 262144, 1073741824, ... (A019279 sorozat az OEIS-ben).
Ha n páros szupertökéletes szám, akkor n szükségképpen kettőhatvány, 2k, méghozzá úgy, hogy 2k+1−1 Mersenne-prím.
Nem tudni, léteznek-e a páratlan szupertökéletes számok. Egy páratlan szupertökéletes n-nek olyan négyzetszámnak kellene lennie, amire n vagy σ(n) legalább három különböző prímszámmal osztható. Biztosan nincsenek páratlan szupertökéletes számok 7·1024 alatt.

## Általánosítások
A tökéletes és a szupertökéletes számok a tágabb értelemben vett m-szupertökéletes számok alesetei, melyek kielégítik a
{\displaystyle \sigma ^{m}(n)=2n}
egyenletet m=1-re, illetve 2-re. Az m ≥ 3 esetre nem léteznek páros m-szupertökéletes számok.
Az m-szupertökéletes számok továbbá alesetei az (m,k)-tökéletes számoknak, melyek a
{\displaystyle \sigma ^{m}(n)=kn\,.}
egyenletet elégítik ki. Ezt a jelölési módot használva a tökéletes számok (1,2)-tökéletesek, a többszörösen tökéletes számok (1,k)-tökéletesek, a  szupertökéletes számok (2,2)-tökéletesek és az m-szupertökéletes számok (m,2)-tökéletesek.  Példák különböző (m,k)-tökéletes számokra:
| m | k         | (m,k)-tökéletes számok | OEIS sorozat |
| - | --------- | --- | ------------ |
| 2 | 2         | 2, 4, 16, 64, 4096, 65536, 262144 | A019279      |
| 2 | 3         | 8, 21, 512 | A019281      |
| 2 | 4         | 15, 1023, 29127 | A019282      |
| 2 | 6         | 42, 84, 160, 336, 1344, 86016, 550095, 1376256, 5505024                                                                                               | A019283      |
| 2 | 7         | 24, 1536, 47360, 343976 | A019284      |
| 2 | 8         | 60, 240, 960, 4092, 16368, 58254, 61440, 65472, 116508, 466032, 710400, 983040, 1864128, 3932160, 4190208, 67043328, 119304192, 268173312, 1908867072 | A019285      |
| 2 | 9         | 168, 10752, 331520, 691200, 1556480, 1612800, 106151936                                                                                               | A019286      |
| 2 | 10        | 480, 504, 13824, 32256, 32736, 1980342, 1396617984, 3258775296                                                                                        | A019287      |
| 2 | 11        | 4404480, 57669920, 238608384 | A019288      |
| 2 | 12        | 2200380, 8801520, 14913024, 35206080, 140896000, 459818240, 775898880, 2253189120                                                                     | A019289      |
| 3 | bármennyi | 12, 14, 24, 52, 98, 156, 294, 684, 910, 1368, 1440, 4480, 4788, 5460, 5840, ...                                                                       | A019292      |
| 4 | bármennyi | 2, 3, 4, 6, 8, 10, 12, 15, 18, 21, 24, 26, 32, 39, 42, 60, 65, 72, 84, 96, 160, 182, ...                                                              | A019293      |